# Jordi Roch i Bosch
Jordi Roch i Bosch (Barcelona, 1931) és un metge i gestor musical.
Llicenciat en medicina, compagina aquesta professió amb les activitats musicals. De 1957 a 1963 fou president de Joventuts Musicals de Barcelona i des del 1963 ho és de les Joventuts Musicals d'Espanya. De 1983 a 1992 presidí la Federació Internacional de Joventuts Musicals, de la que n'és president d'honor des de 1992. El 1983 també fou vicepresident del Consell Assessor de la Música del Ministeri de Cultura d'Espanya.
De 1993 a 1997 va presidir el Consell Internacional de la Música de la UNESCO, i de 1996 a 2000 en fou el representant d'Espanya. Entre altres iniciatives, ha organitzat el 1963 el Festival Internacional de Música de Barcelona, el 1972 la Fundació Pau Casals, el 1974 l'Associació Catalana de Compositors, el 1970 el Festival Internacional de Música de Cadaqués, el 1967 l'Orquestra Ciutat de Barcelona, el 1980 el Festival Internacional de Música de l'Empordà i actualment la Schubertiada a Vilabertran. El Govern de Catalunya li concedí la Creu de Sant Jordi el 2013.